# Idiocnemis polhemi
Idiocnemis polhemi är en trollsländeart som beskrevs av Gassmann 2000. Idiocnemis polhemi ingår i släktet Idiocnemis och familjen flodflicksländor. Inga underarter finns listade i Catalogue of Life.